# Febiana
Febiana (łac. Febianensis) – stolica historycznej diecezji w Cesarstwie rzymskim w prowincji Byzacena, współcześnie w Tunezji. Obecnie katolickie biskupstwo tytularne.

## Biskupi tytularni
| Lp. | Biskup                         | Funkcja                                          | Od                | Do              |
| --- | ------------------------------ | ------------------------------------------------ | ----------------- | --------------- |
| 1   | Laurean Rugambwa               | wikariusz apostolski Kagery (Tanzania)           | 13 grudnia 1951   | 25 marca 1953   |
| 2   | António de Campos              | biskup pomocniczy Lizbony (Portugalia)           | 28 sierpnia 1954  | 9 sierpnia 1969 |
| 3   | Antonio Guízar y Valencia      | emerytowany arcybiskup Chihuahua (Meksyk)        | 24 sierpnia 1969  | 4 sierpnia 1971 |
| 4   | Carlos José Ruiseco Vieira     | biskup pomocniczy Barranquilli (Kolumbia)        | 10 grudnia 1971   | 28 marca 1977   |
| 5   | François Bussini               | biskup pomocniczy Grenoble (Francja)             | 12 grudnia 1977   | 28 grudnia 1985 |
| 6   | Mario Maulión                  | biskup pomocniczy Rosario (Argentyna)            | 21 marca 1986     | 8 maja 1995     |
| 7   | Antal Majnek                   | administrator apostolski Zakarpacia (Ukraina)    | 9 grudnia 1995    | 27 marca 2002   |
| 8   | Marian Buczek                  | biskup pomocniczy Lwowa (Ukraina)                | 4 maja 2002       | 16 lipca 2007   |
| 9   | János Székely                  | biskup pomocniczy Ostrzyhomia-Budapesztu (Węgry) | 14 listopada 2007 | 18 czerwca 2017 |
| 10  | Ramón Benito Ángeles Fernández | biskup pomocniczy Santo Domingo (Dominikana)     | 1 lipca 2017      |                 |